# Passerelle Simone-de-Beauvoir
Die Passerelle Simone-de-Beauvoir ist eine Fußgängerbrücke über die Seine im Osten von Paris zwischen dem 12. und dem 13. Arrondissement.

## Name
Ursprünglich nach den Namen der Stadtviertel als „Passerelle Bercy-Tolbiac“ geplant, trägt die Brücke seit ihrer Einweihung am 13. Juli 2006 den Namen der französischen Schriftstellerin Simone de Beauvoir. Damit wurde in Paris zum ersten Mal der Name einer Frau für eine Brücke vergeben.

## Lage
Die Passerelle Simone-de-Beauvoir verbindet den Neubau der Bibliothèque nationale de France (BnF), genauer den Ende 1996 eröffneten Bau des Site François-Mitterrand mit seiner erhöhten Plattform und den vier markanten Türmen, mit dem zwischen 1993 und 1997 angelegten Parc de Bercy, der auf der gegenüberliegenden Flussseite ebenfalls hoch über dem Ufer durch eine Mauer begrenzt ist.
Die Brücke überquert dabei, an der BnF beginnend, den mehrspurigen Quai François Mauriac, den sich entlang des linken Seineufers erstreckenden Port de la Gare, die dort etwa 150 m breite Seine, den Port de Bercy entlang des rechten Ufers und den sechsspurigen Quai de Bercy.
Die nächsten Brücken sind flussaufwärts der 330 m entfernte Pont de Tolbiac, flussabwärts der 370 m entfernte Pont de Bercy.

## Beschreibung

Die Passerelle Simone-de-Beauvoir ist die siebenunddreißigste Pariser Seine-Brücke und zugleich die fünfte Fußgängerbrücke.
Sie ist insgesamt 304 m lang und 12 m breit. Sie überquert die Seine und ihre Hafenbereiche mit einer Spannweite von 190 m, ohne sich auf Flusspfeiler abzustützen. Durch Fachwerkträger gestützte Verlängerungen verbinden die Hauptöffnung mit den beiden hochgelegenen Flächen an der BnF bzw. am Parc de Bercy.

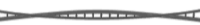
Konstruktionsprinzip

Die Hauptöffnung besteht aus der Kombination einer Spannbandbrücke mit einem flachen Bogen, woraus im mittleren Teil eine an die Linsenträger des 19. Jahrhunderts erinnernde Struktur entsteht. Sowohl die Spannbandbrücke als auch der Bogen können in ihrer ganzen Länge begangen werden; an den Schnittstellen ist ein Wechsel möglich. Dadurch bietet die Brücke verschiedene Verbindungen, sowohl zwischen den hochgelegenen Bereichen, als auch zwischen den beiden Straßenniveaus sowie zwischen einem hohen Bereich und dem tieferen Straßenniveau der anderen Seite. Auf beiden Seiten des Flusses wurde neben der Brücke ein Aufzug installiert, der mit seinen durchsichtigen Wänden kaum auffällt. Er schafft nicht nur eine kurze Verbindung zwischen einem hochgelegenen Bereich und dem Straßenniveau, sondern bezieht auch den tiefer liegenden Hafenbereich in die Verbindungen ein.
Die Bogenträger stützen sich auf schräge Stahlpfeiler ab, über die gleichzeitig die stählernen Spannbänder senkrecht nach unten geleitet und in tief gelegenen Ankerkammern verankert werden. Der Bodenbelag besteht aus Eichenbrettern mit Streifen für die Rutschsicherheit. Die Reling besteht aus einem Netz und breiten Alu-Handläufen, in denen die Beleuchtung montiert ist.
Der Entwurf der Brücke stammt von dem österreichischen, seit 1989 in Frankreich wirkenden Architekten Dietmar Feichtinger. Die Tragwerksplanung erfolgte durch das Büro RFR, das u. a. auch für die Tragwerksplanung der Louvre-Pyramide verantwortlich ist.
Die Stahlkonstruktion wurde von dem Unternehmen Eiffel Construction Métallique im elsässischen Lauterbourg gefertigt, das die 1600 t Stahl von der saarländischen Dillinger Hütte bezog. Der 106 m lange Linsenträger wurde per Schiff über den Rhein, durch den Ärmelkanal und die Seine hinauf zur Baustelle transportiert, wo er im Januar 2006 in die Konstruktion eingehoben wurde. Nach der Fertigstellung der Brücke wurden für die Belastungstests Wasserbehälter mit 550 t auf ihr verteilt und etwa hundert Architekturstudenten mal im Gleichschritt, mal hüpfend über die Brücke geschickt.